# Gérard Enault
Gérard Énault, né le 18 juin 1943 à Cherbourg (Manche) et mort le 8 avril 2012 à Antony, est un haut fonctionnaire français, ancien directeur général de la Fédération française de football.

## Biographie
Issu d'une famille ouvrière, Gérard Enault devient apprenti charpentier-tôlier de marine, spécialité sous-marins, à l'arsenal de Cherbourg, en 1958. Changeant de métier, il parviendra ensuite à devenir directeur d'hôpital. Sa passion pour le football débute dans les buts des banlieusards cherbourgeois de l'UST Équeurdreville où il vit l'expérience du Championnat de France amateur (CFA) en 1965-66, même si les Équeurdrevillais passent totalement à côté de leur saison à ce niveau dans le groupe Ouest, encaissant la bagatelle de 73 buts, dont un 9-0 à Quevilly. Il continue ensuite à l'US Saint-Vaast-la-Hougue en division d'Honneur, mais fut stoppé par une fracture de la jambe.

### Administration civile
Se réorientant à nouveau quelques années plus tard, il entre à l'ENA. Il sera de la promotion Malraux en 1975. Son parcours l'amène d'abord à être sous-préfet à Gap. Puis, entre 1984 et 1986, il est tour à tour directeur du cabinet de Georgina Dufoix, alors ministre des affaires sociales et de la solidarité nationale, puis conseiller technique de Charles Hernu en pleine Affaire du Rainbow Warrior et, enfin, de Paul Quilès, toujours au ministère de la défense. Conséquence de la première alternance politique gauche/droite, Gérard Enault est nommé à la direction de la jeunesse et des sports entre 1986 et 1988.
Alors que François Mitterrand est réélu président de la République, Gérard Enault est détaché par le ministère de la jeunesse et des sports auprès de la Fédération française de football le 1er novembre 1988, en tant que chargé de mission. Le 15 mars 1989, il devient membre du Comité de candidature français à l'organisation de la Coupe du monde 1998, chargé de deux commissions techniques : les équipements sportifs et les médias. Il est ensuite nommé directeur général de ce même Comité de candidature. Le 2 juillet 1992, la FIFA attribue l’organisation de cette Coupe du monde au Comité de la FFF, présidé par Fernand Sastre. « La compétence de cet énarque a été appréciée de tous » écrit France Football au sujet de Gérard Énault, dans son édition du 7 juillet 1992. C'est pourtant le préfet Jacques Lambert qui est désigné directeur général du Comité français d'organisation (CFO) de France 98, mis en place le 10 novembre 1992.

### Administration sportive
Lorsque Michel Cagnion, directeur général de la FFF, est rattrapé par un mal incurable mais aussi l'âge de la retraite, Gérard Enault est nommé directeur général intérimaire de la FFF, le 1er janvier 1993. Cette même FFF est à cette époque secouée par la Catastrophe de Furiani (5 mai 1992) puis ébranlée par l'Affaire VA-OM (20 mai 1993). Six mois plus tard, l’invraisemblable élimination de la France de la World Cup 1994 provoque un nouveau séisme à la FFF : le président, Jean Fournet-Fayard, préfère démissionner. Le pouvoir est alors doublement vacant… bien qu'un autre intérimaire en reprenne la présidence, Jacques Georges en l'occurrence. Gérard Enault se retrouve alors seul aux commandes et va saisir les rênes d’un pouvoir absolu qu’il exercera de fait au quotidien pendant onze ans. Début 1994, il est nommé titulaire au poste de directeur général de la FFF par Claude Simonet, président fraîchement élu (19 février 1994) à la tête de la FFF et que toute la France du football prend aussi, à tort cette fois ci, pour un intérimaire. À la FFF, Gérard Énault est chargé du budget et de la gestion, mais également du marketing et de tous les contrats, dont les incontournables droits télévisés. À partir de la victoire de Zidane & Co. en Coupe du monde 1998, La FFF va multiplier ses revenus. Mais l'élimination de 2002 marquera la fin d'une époque alors que le train de vie de l'institution restera exponentiel.

## Un déficit de 13,9 millions d'euros dissimulé
Gérard Énault est toujours directeur général lorsque Claude Simonet est soupçonné d’avoir dissimulé un déficit de 13,9 millions d’euros sur le bilan comptable de la Fédération française de football en 2002-2003. Comprise dans ce déficit, se trouve une opération hasardeuse : avant le match amical Australie–France, disputé à Melbourne le 11 novembre 2001, le directeur général de la FFF avait signé un contrat pour le compte de sa fédération avec une agence australienne, en l’occurrence la Société International Entertainment Corporation (IEC), pour la prise en charge des frais de transport aérien entre la France et l’Australie, pour toute la délégation française (45 personnes). L’agence IEC travaillait certes à l’occasion pour la Fédération australienne mais n’était pas titulaire de la licence officielle FIFA d’agent organisateur de matches. Car au bout du compte IEC se déroba et Gérard Énault ne put s’appuyer sur l’intervention de la justice sportive de la FIFA – ni sur aucune autre juridiction sportive – pour recouvrer cette créance de 236 140 euros (soit 1 548 977 francs). Cette affaire, bien que située dans un contexte différent, n'est pas sans rappeler une dette plus modeste (213 123,03 francs soit 32 488 euros) envers la FFF, de la Fédération camerounaise, datant de 1994 et que Gérard Énault mis cinq ans à récupérer, seulement sur compensation de la FIFA. Enfin, l'affaire du contrat à durée déterminée (CDD) du sélectionneur Roger Lemerre grossira elle aussi le déficit fédéral. Le contrat de ce dernier courait jusqu’en 2004 et était donc d’une valeur estimée à près de 2 millions d’euros. Cette somme fut finalement réduite à 536 000 euros après la signature, en l’occurrence providentielle, de Lemerre avec la Fédération tunisienne de football (FTF).

## La justice se charge de faire l'état des lieux
Début 2005, Claude Simonet est remplacé à la présidence de la FFF par Jean-Pierre Escalettes, mais Gérard Enault reste en place. « Depuis le 12 février 2005, Jean-Pierre Escalettes se trouve constamment confronté à des dossiers qui furent autant de surprises désagréables, sinon nauséabondes », écrit le quotidien L'Équipe en page 2 de son édition du 13 janvier 2006. « Au point qu'il va bien falloir finir par se demander pourquoi les responsables de cette gabegie ne se sont pas encore expliqués. Ces erreurs sont-elles la conséquence du goût trop prononcé pour le pouvoir personnel de Claude Simonet et Gérard Énault ? Était-ce de l'incompétence ? Que ce débat-là (et même ce déballage), au moins, ait lieu. Comment vivre sinon avec ces fautes qui font des trous aussi considérables dans un budget ? II n'y a pas eu d'audit commandé. Dommage. C'est la justice qui se charge de faire l'état des lieux. Quand même, on reste pantois quand Jean-Pierre Escalettes affirme découvrir tant de problèmes, dossier après dossier. Il est membre du conseil fédéral depuis 1984… Si on le croit – et tout porte à le croire – cette Fédération a fonctionné telle une république bananière. Alors voilà, ce mode de pouvoir, ces comportements ne sont plus possibles. Nulle part, dans aucun domaine. La FFF est une grosse entreprise, peut-être exige-t-elle des gestionnaires de haut niveau, quelques économistes qui possèderaient un système de valeurs qui soit celui du sport. Jusque-là, on ne résiste pas à dire : ça fait amateur ».

## Départ de la FFF
Finalement, le 31 mars 2005, Gérard Énault est poussé vers la sortie. Le 15 avril, Jacques Lambert lui succède au poste stratégique de directeur général de la FFF. Gérard Énault réclame alors 618 912 euros à la FFF pour son départ. Cette somme correspond à deux ans de salaire. Énault percevait 22 104 euros brut par mois et, comme tous les salariés de la FFF, il était rémunéré sur quatorze mois. Son contrat de directeur général, signé en 1995, stipulait que, s'il était remercié avant son départ à la retraite (théoriquement en juin 2008), Énault avait droit à deux ans de salaire. D'où ces 618 912 euros, soit 4,05 millions de francs. «J'ai un contrat et je demande l'application de mon contrat», indique-t-il. À l'été 2002, lorsqu'il avait fallu se séparer de Roger Lemerre, après le fiasco du Mondial 2002 en Corée et au Japon, la Fédération avait versé 536.000 à l'ex-sélectionneur dont le contrat avait été rompu. Par avocats interposés, Énault obtient les indemnités qu'il réclame. Lemerre et Énault, originaires de la Manche et très proches l'un de l'autre, auront coûté la bagatelle de 1,15 million d'euros à la FFF en l'espace de trois ans.

## L'Autorité de la concurrence sanctionne la FFF
La gestion défectueuse de Gérard Énault (également directeur du marketing à la FFF) est revenue sous les feux de l'actualité le 1er octobre 2009, lorsque l'Autorité de la concurrence annonça avoir sanctionné d'une amende de 6,9 millions d'euros la FFF et la société Sportfive pour entente illicite dans la commercialisation des droits marketing de la fédération, la FFF devant payer 900 000 euros, tandis que l'amende infligée à Sportfive, société de marketing, s'élevait à six millions d'euros. L'Autorité de la concurrence expliqua que la FFF et la société Sportfive avaient « noué des accords exclusifs de très longue durée sans faire appel à la concurrence pour la gestion des droits marketing de l'équipe de France et de la Coupe de France ».
Certains des contrats concernés coururent de 1985 à 2002, sans être soumis « au libre jeu de la concurrence ». L'Autorité estima que la FFF et Sportfive s'étaient concertées pour éliminer la concurrence, lorsque la fédération lança un appel d'offres pour l'attribution de nouveau contrats en 2001, notamment en empêchant un concurrent (Havas Sports) d'obtenir les informations nécessaires au chiffrage de sa proposition. Ces pratiques ont faussé l'appel à la concurrence organisé par la FFF en confortant les droits exclusifs de l'opérateur en place et en fermant le marché à toute concurrence extérieure », conclut l'Autorité de la concurrence.

## Retraite en Afrique
« Quand l'heure de la retraite aura sonné, mon idée est de partir pendant deux ans. Pour faire le tour du monde, avec des haltes chez des amis. Après, je ferai le point… », avait déclaré Gérard Énault à France Football le 26 février 1999. Recruté au début de l'année 2008 comme manager général de l'Africa Sport National, il parcourut alors les allées du pouvoir des pays d'Afrique de l'ouest francophone. Malade d'un cancer depuis plusieurs années, il sera finalement obligé d'arrêter cette « seconde carrière » durant l'année 2011.
Il succombe à sa maladie dans la nuit du dimanche 8 au lundi 9 avril 2012, à l'âge de 68 ans. « C'était un dirigeant très apprécié, un travailleur qui est toujours resté fidèle à Claude Simonet. Il était très jaloux des prérogatives et du pouvoir de la fédération », déclare alors Noël Le Graët, président de la FFF.

### Citations
- « Les pouvoirs respectifs des élus et des salariés doivent être clairement définis. Cela devrait ouvrir les yeux à ceux qui nous gouvernent. J’ai, par exemple, une énorme confiance envers mon directeur général (Gérard Enault) et mon directeur technique national (Aimé Jacquet), mais elle reste basée sur un lien de subordination. »

Claude Simonet, entretien avec le journaliste Éric Mazet, France Football, 26 mars 1999.
- La chronique du foot à la FFF assure que le vrai patron de la fédération n’est pas Simonet, mais son directeur général, Gérard Énault. « Je sais bien ce qu’on raconte, tout comme je me souviens parfaitement que, le jour de mon élection, on ne m’a pas pris au sérieux. Mais Gérard, lui, sait qui je suis réellement et sait aussi que je suis plus déterminé qu’il n’y paraît. Énault est un DG avisé, qui se souvient aussi que c’est moi qui ai bien voulu qu’il prenne ce poste, alors qu’il n’était qu’adjoint en 1994 et susceptible de ne pas rester à la FFF. »

Article de Patrick Dessault, « Simonet, bâti pour durer », France Football, 8 octobre 1999.
- Gérard Énault et Jean Verbeke, respectivement directeur général et vice-président de la Fédération française, qui ont le malheur de passer dans les couloirs de l'hôtel, répondent au pied levé aux questions de journalistes remontés. Des réponses plates, sans intérêt. Liberté de la presse contre liberté individuelle. Fameux, fumeux, pompeux débat. Ça cafouille, ça patauge.

Article de Dominique Sévérac, « Quand les Bleus ne répondent plus », sur le boycott de la presse par l’équipe de France lors de l’Euro 2000, L’Humanité, 14 juin 2000.
- « La neutralisation de ces quelques fauteurs de troubles aurait été certainement aisée si le mouvement associatif avait été mis à contribution dès les préparatifs de cette rencontre amicale. Sur les conseils de Claude Simonet, nous avons vainement essayé de prendre rendez-vous avec M. Énault (directeur général de la FFF), car, par nos connexions, nous entendions des choses. Il ne nous a jamais reçus. »

M. Mazar, président du conseil national des footballeurs professionnels algériens après les incidents du match France–Algérie du 6 octobre 2001, France Football, 16 octobre 2001.
- Selon Gérard Énault, directeur général de la FFF, qui avoue « ne pas avoir vu le dernier contrat signé » mais qui est « bien sûr au courant des précédents », « le nouveau ne doit pas être différent ; il n’y a rien d’indiqué de particulier. » À savoir, pas de clauses singulières liées à une obligation de résultats. Il ne s’agit donc pas d’une convention d’objectifs, « si ce n’est que nos accords, depuis l’Euro 96, avec Aimé Jacquet, ont toujours été sous-tendus par les succès et les défaites de l’équipe de France », ajoute Énault. […] « C’est la première fois personnellement, que je risque de faire face à ce genre de situation », reconnaît Énault, qui ajoute qu’il s’agit là « d’une bonne leçon » et qu’à l’avenir le contrat liant la FFF au sélectionneur sera autrement bétonné.

France Football, 2 juillet 2002, concernant le CDD de Roger Lemerre.
- Claude Simonet devrait se souvenir que la fédération n’a pas vraiment traité son DTN comme elle l’aurait dû pendant la Coupe du monde. Pour le match d’ouverture France–Sénégal, Aimé Jacquet, champion du monde en titre, était ainsi placé tout en haut d’un virage, au beau milieu des supporters français. Lors de Portugal–Pologne, la FFF lui avait trouvé un billet derrière un but, sous la pluie. Délaissé par ses dirigeants, Gérard Énault ou Jean Verbeke (chef de délégation) notamment, il a obtenu davantage d’égards de la part de ses hôtes coréens. […] S’il ne s’est jamais ouvertement plaint de ces conditions très spéciales, l’ex-sélectionneur goûte assez peu le manque d’éducation et de manières de ses dirigeants.

Article de Fabrice Jouhaud, « La lassitude de Jacquet », L’Équipe, 5 juillet 2002.
- L’on reproche aujourd’hui à Claude Simonet de gouverner un peu trop seul, avec pour unique bras droit le directeur général de la FFF, Gérard Énault, que certains surnomment avec un rien d’acidité « le tireur de ficelles ».

Article de Guy Sitruk après le conseil fédéral du 6 juillet 2002, France Football, 9 juillet 2002.
- En s’abstenant de voter le budget 2002-2003 de la fédération, samedi dernier, lors de l’assemblée fédérale de Lyon, les dirigeants du foot amateur ont fait trembler le pouvoir en place. Sans l’intervention de Jean-François Lamour, le nouveau ministre des Sports, c’est un administrateur provisoire qui tiendrait aujourd’hui les rênes de la FFF.

Article de Régis Testelin & Richard Porret, « Quand la base se révolte », L’Équipe, 10 juillet 2002.
- On lui reproche (à Claude Simonet) de prendre les décisions seul ou sous l’influence de Gérard Énault. Cet énarque est le directeur général de la FFF, dont il est le salarié. Ses compétences et son statut de permanent à la fédération, alors que Simonet navigue entre Nantes et Paris, font de lui le vrai patron. D’autant qu’il règne sur l’administration, un rôle essentiel au sein d’une telle structure. Parce qu’il dirige la manœuvre depuis l’arrière sans jamais communiquer (il n’a pas dit un mot durant l’assemblé fédérale de samedi dernier), il est devenu la cible des amateurs. Ces derniers lui reprochent d’être à l’origine de la nouvelle attitude, jugée distante et autocrate, de Claude Simonet, dont il aurait fait sa marionnette, et d’inciter le président à un train de vie princier. Selon les intégristes amateurs, pour lesquels la révolte du 6 juillet était en partie dirigée contre le DG, le départ de Gérard Énault, jugé autoritaire et discret, simplifierait bien des choses. En attendant, ce dernier a toujours pris ses distances avec les médias et n’a aucun dossier contre lui. Pour l’anecdote, sa note « d’extras » à l’hôtel Sheraton de Séoul, où il passa quinze jours du 25 mai au 12 juin durant la Coupe du monde, n’excède pas 1 500 € (1 705 623 wons exactement)…

Article de Régis Testelin & Richard Porret, « Quand la base se révolte », L’Équipe, 10 juillet 2002.
- Il semble que le litige entre la FFF et IEC, une entreprise détenue et gérée par Dominic Galati, membre du comité directeur de la fédération australienne, concernant une dette de 500 000 dollars australiens datant de novembre 2001, fasse l’objet d’une enquête de la FIFA. La fédération australienne a refusé de présenter ses observations sur le fait qu’elle ait donné son approbation à IEC comme garant d'une tournée du Cameroun en Australie cette année. Les règlements de FIFA stipulent que seuls les agents de matches FIFA peuvent mettre sur pied des matches internationaux, un statut qu'IEC ne possède pas à moins qu’il ne soit accordé par la fédération du pays. Le seul agent de matches FIFA d'Australie, Ian Scott, basé à Sydney, échoua dans sa tentative d’amener l’Uruguay en tournée en Australie le mois dernier, après qu'IEC eut également revendiqué détenir des droits sur la tournée envisagée / The French Football Federation's dispute with IEC, the company owned and operated by Soccer Australia board member Dominic Galati, over an alleged unpaid 500 000 $ bill from November 2001 is understood to be under investigation by FIFA. Soccer Australia refused to comment on its approval of IEC as underwriter of a proposed tour of Australia by Cameroon this year. FIFA regulations state that only licensed FIFA match agents may arrange international games, a statut IEC does not hold unless approved by the national association. Australia's only FIFA-licensed match agent, Sydney-based Ian Scott, failed in a bid to bring Uruguay to Australia last month after IEC also claimed rights to the proposed tour.

Article de Matthew Hall, Sydney Morning Herald, 13 juillet 2003.
- Il faut croire que les deux matches souhaités par la FFF constituaient un cap infranchissable pour une conciliation. En réalité, le commissaire-instructeur avait, semble-t-il, expliqué qu’il n’avait pas le pouvoir de transiger sur cette base, puisqu’il proposait, lui, de ramener la suspension à quatre matches. Il allait donc falloir plaider et tenter d’obtenir des trois membres du jury d’appel ce que la transaction n’avait pu offrir à Cissé. C’est donc vers midi que Djibril Cissé allait apprendre par un coup de téléphone du directeur général de la FFF, très marqué par ce coup de massue, que sa sanction avait été maintenue à cinq matches.

Article de Richard Porret, « Pas d’Euro pour Cissé », L’Équipe, 31 janvier 2004.
- Le jury d’appel de l’UEFA n’a pas désavoué la première instance – quand bien même une médiation avec le commissaire instructeur du dossier aurait pu déboucher sur une sanction diminuée d’un seul match – si le camp français, en la personne de Gérard Énault, n’avait réclamé davantage.

Article de Vincent Machenaud, « Le vain appel de Cissé », France Football, 3 février 2004.

## Sources
- Soupçons de manipulation des comptes de la Fédération française de football
- L’ancien président de la FFF renvoyé en correctionnelle
- Décision de la Commission de discipline de la FIFA – Match amical France–Algérie, 2001
- Contre-enquête sur un fiasco
- Drame mineur sous les projecteurs – 2001
- Photo de Gérard Enault